# مسجد ملازینل
مسجد ملازینل مربوط به دوره قاجار است و در یزد، محله فهادان، کوچه اداره کل میراث فرهنگی استان یزد واقع شده و این اثر در تاریخ ۷ مهر ۱۳۸۱ با شمارهٔ ثبت ۶۵۵۵ به‌عنوان یکی از آثار ملی ایران به ثبت رسیده است.